# Hippeastrum psittacinum
Hippeastrum psittacinum är en amaryllisväxtart som först beskrevs av Ker Gawl., och fick sitt nu gällande namn av Herb.. Hippeastrum psittacinum ingår i släktet amaryllisar, och familjen amaryllisväxter. Inga underarter finns listade i Catalogue of Life.